# 228 Аґата
228 Аґа́та (228 Agathe) — астероїд головного поясу, відкритий 19 серпня 1882 року Йоганном Палізою у Відні. Названий на честь дочки австрійського професора астрономії Теодора фон Оппольцера Аґа́ти.